# Viñuela (kommunhuvudort)
Viñuela är en kommunhuvudort i Spanien.   Den ligger i provinsen Provincia de Málaga och regionen Andalusien, i den södra delen av landet, 400 km söder om huvudstaden Madrid. Viñuela ligger 166 meter över havet och antalet invånare är 1 591.
Terrängen runt Viñuela är kuperad åt sydväst, men åt nordost är den bergig.Runt Viñuela är det ganska glesbefolkat, med 23 invånare per kvadratkilometer. Närmaste större samhälle är Vélez-Málaga, 9,7 km söder om Viñuela. Omgivningarna runt Viñuela är i huvudsak ett öppet busklandskap.